# Corinne Le Moal
Pour les articles homonymes, voir Le Moal.
Corinne Le Moal, née le 10 novembre 1954 à Étrépagny, est une rameuse d'aviron française.

## Carrière
Corinne Le Moal remporte à dix-neuf reprises le championnat de France de skiff dans les années 1970 et 1992. Elle termine sixième de la finale de deux de couple aux Championnats du monde d'aviron 1975 et sixième de la finale de skiff aux Championnats du monde d'aviron 1977. Elle est également sixième de la finale de skiff des Jeux olympiques d'été de 1992. Avec sa fille, elle termine 3e du deux de couple aux championnats de France d'aviron de 1997.